# Істинний шотландець

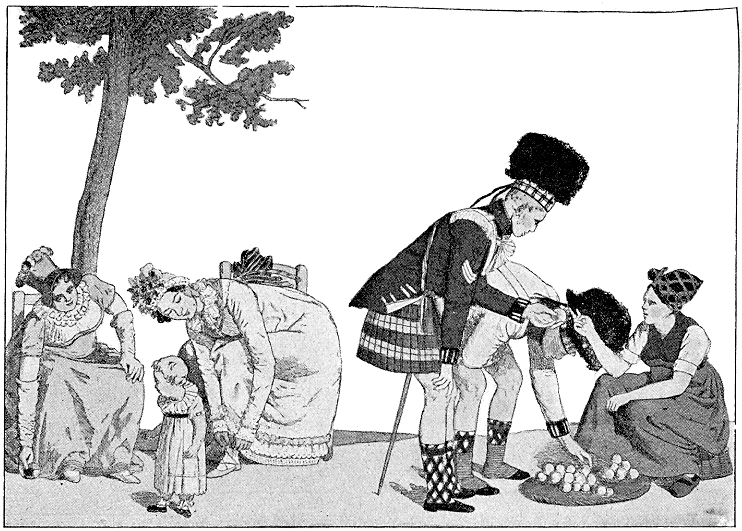
Карикатура на шотландських військовиків, 1815 рік

«Істинний шотландець» (англ. True Scotsman) — сатиричний вираз, що використовується в Шотландії стосовно до чоловіків, що носять кілт без спідньої білизни. Хоча традиція носити кілт без спідньої білизни виникла в армії, вона увійшла в шотландський фольклор як прояв зухвалості та сміливості, мужності.

## Походження
Звичай носити кілти без спідньої білизни виник, коли вони стали частиною шотландської військової форми, що призвело до появи в англійській мові таких евфемізмів, як «go regimental» (ходити по-полковому) і «military practice» (військова практика), що позначають носіння кілта без спідньої білизни або гомосексуальні стосунки між військовиками. На західному фронті під час Першої світової війни деякі старші сержанти прив'язували дзеркало до кінця ключки для гольфу чи прогулянкової тростини для перевірки солдатів у кілтах перед парадом — там нічого не повинно було бути окрім голого тіла. В 1950-х військових в кілтах на параді повинен були перевіряти старший сержант за допомогою дзеркала, розташованого на підлозі казарми. В 1997 році солдати батальйону королівського полку Шотландії «Чорна стража» опинилися в центрі уваги преси через вітряну погоду під час військової церемонії в Гонконгу.
Виконавці традиційного шотландського танцю Хайланд та учасники «Ігор горців» майже завжди вдягають кілти без спіднього, як і більшість чоловіків, що їх носять. Але на конкурсах з танцю Хайланд і позаконкурсних виступах правилами офіційної ради Шотландії з танців Хайланд (Scottish Official Board of Highland Dancing — SOBHD) встановлено обмеження щодо спідньої білизни: «Під кілт слід надягати темну спідню білизну, але ніяк не білу». Учасників «Ігор горців» також просять носити які-небудь шорти під час змагань, але на це не завжди зважають.

## Перевірки кілта
Термін «істинний шотландець» найчастіше використовується в зв'язку з перевіркою кілта, яка іноді відбувається наступним чином:
Носія кілта питають, чи є він «істинним шотландцем». Він відповідає позитивно чи негативно. У разі позитивної відповіді може бути запитано доказ, який може відрізнятися залежно від особистості і ситуації. У разі негативної відповіді у нього може бути конфісковано спідню білизну.
Джені Бріден (Jennie Breeden), автор вебкомікса «Диявольські трусики», регулярно використовує вентилятор для перевірок килта, які вона організовує в комічних цілях.
Враховуючи популярність кілтів серед шанувальників фентезі та учасників фестивалів Ренесансу, перевірки кілта широко поширені на костюмованих заходах. Ці перевірки мають певний ритуал, так як проведення перевірки кілта без дозволу може бути розцінено як сексуальне насильство або домагання.

## У культурі
- Не шотландців і тих, хто не знайомий з перевіркою кілтів для визначення «істинного шотландця», ця традиція може поставити в скрутне становище і робить їх незахищеними перед інсинуаціями і виразами з подвійним змістом, оскільки невинне запитання може раптово змінити ставлення до питаючого. Так, на запитання «надіти чи що-небудь під кілт?» Можуть бути, наприклад, такі відповіді: «Ні, нічого не надівайте, все у відмінному робочому стані!» (Тут обігрується англійське дієслово «to wear», що означає «носити» або «бути зношеним»), або «Так, шкарпетки, черевики і талькова присипка», або «Так, шкарпетки, черевики і два відтінки губної помади». Футболки з жартівливими написами «інспектор кілтів» і «офіційний інспектор кілтів» можна купити в шотландських магазинах для туристів і в інтернет-магазинах.
- Сюжет шістнадцятого фільму комедійного серіалу Carry On, Carry On… Up the Khyber, обертається навколо пригод у вигаданому шотландському полку, що пішли після відкриття того факту, що солдати не є «істинними шотландцями».
- У комедійному серіалі «Літаючий цирк Монті Пайтона», «Ідеальна місячна виставка»[12], одним з найбільш популярних атракціонів на виставці був експонат «Шотландець з картатими штанами» від компанії «Природний газ». Його грав Джон Кліз (John Cleese) в одязі виконавця танцю Хайланд, який урочисто стояв на п'єдесталі, в той час як перед ним проходила низка бабусь, які дивилися йому під кілт.
- У фільмі 1949 року The Hasty Heart американець, якого грав Рейган, відмовляється вірити, що під кілтом нічого не носять, і в фільмі є кілька сцен, коли солдати намагаються зазирнути під кілт героя Ричарда Тодда. Зрештою, хтось дивиться під кілт і всі починають сміятися, так як, мабуть, Тодд дійсно нічого не носив.
- У фільмі «Хоробре серце» в епізоді битви шотландських воїнів армії Вільяма Уоллеса в знак презирства до англійців дружно задирають кілти і повертаються до ворога задом.
- У мультсеріалі «Сімпсони» присутній персонаж садівник Віллі (Willy, the gardener). Будучи шотландцем, він на торжества надягає шотландський кілт, який має звичай задиратися (наприклад, через вітер), що аніскільки не бентежить самого Віллі.